# Iso Lintujärvi, Lappland
Iso Lintujärvi är en sjö i Gällivare kommun i Lappland och ingår i Kalixälvens huvudavrinningsområde. Sjön har en area på 0,163 kvadratkilometer och ligger 391,9 meter över havet. Iso Lintujärvi ligger i Torne och Kalix älvsystem Natura 2000-område.

## Delavrinningsområde
Iso Lintujärvi ingår i det delavrinningsområde (748327-172821) som SMHI kallar för Mynnar i Moskojärvi. Medelhöjden är 479 meter över havet och ytan är 54,3 kvadratkilometer. Det finns inga avrinningsområden uppströms utan avrinningsområdet är högsta punkten. Leipijoki som avvattnar avrinningsområdet har biflödesordning 3, vilket innebär att vattnet flödar genom totalt 3 vattendrag innan det når havet efter 301 kilometer. Avrinningsområdet består mestadels av skog (65 procent) och sankmarker (31 procent). Avrinningsområdet har 1,87 kvadratkilometer vattenytor vilket ger det en sjöprocent på 3,4 procent.